# Vallverjar
Vallverjar (del nórdico antiguo: Hombres de Velli) fue un clan familiar de Islandia cuyo origen se remonta a la era vikinga y la figura histórica de Valla-Brandr, primer referente del clan. Dominaron parte de la región de Rangárvallasýsla y a partir del siglo XII estuvieron vinculados a los Oddaverjar tras el matrimonio de Sæmundr fróði con Guðrún Kolbeinsdóttir (1054 - 1133), hija de Kolbeinn Flossason, uno de los nietos de Valla-Brandr. Los Vallverjar y Flóamenn disfrutarían del rango y derechos de baronías (landmaðr) a partir de 1279. Otros prestigiosos miembros del clan fueron Haukr Erlendsson, autor de Hauksbók, Erlendr Óláfsson, jurista (entre 1283 y 1301), que ostentó el rango de caballero (riddari) y sheriff real (sýslumaður, 1292 a 1301) y gobernador (1299 a 1301), y Erlendr (o Erlingr) lögfræðingur Hauksson, oficial del rey en 1319.

## Flóamenn
Los  Flóamenn (del nórdico antiguo: Hombres del Golfo) aparecen a menudo como parte del clan Vallverjar, sobre todo a partir del siglo XII y según la saga Sturlunga lideraron su propio goðorð. El origen de los Flóamenn se remonta a la figura del colono Hasteinn Atlason. El mismo Haukr Erlendsson se identifica indistintamente con ambos grupos al margen de su procedencia geográfica (era descendiente de los antiguos clanes de Skagfirðingar, Vápnafirðingar y Eyfirðingar). Los historiadores no han encontrado mucha información sobre el clan a excepción de la saga homónima sobre ellos, la saga Flóamanna.